# Vlag van Tokio

Vlag van Tokio (ratio 2:3)

Symboolvlag van Tokio (ratio 2:3)

De prefecturale vlag van Tokio bestaat uit een donkerpaars vlak met een witte zon met zes stralen. De zon is een gestileerde kanji 東 [tō] (wat "oost" betekent) 京 [kyō] (wat "kapitaal" betekent), evenals 日 [ni] 本 [hon] (voor Japan) dat staat voor de zich ontwikkelende hoofdstad Tokio, en symboliseert ook het grootstedelijke gebied dat prachtig wordt als het universum in straalt. De stip in het midden die Tokio voorstelt als het metaforische centrum van Japan. Donkerpaars is van oudsher een populaire kleur in Tokio. De prefecturale vlag werd op 1 oktober 1964 aangenomen.
Naast de prefecturale vlag is er een symboolvlag in gebruik. Deze bestaat uit een wit vlak met een groen gestileerd letter T in het midden, die de ontwikkeling, welvaart en vrede van Tokio symboliseert. Het levendige groene symbool bestaat uit drie bogen die gecombineerd zijn om te lijken op een blad uit de Japanse notenboom, de prefecturale boom, en staat voor T van Tokio. De symboolvlag werd op 30 september 1989 aangenomen. De vlag wordt gebruikt voor informele evenementen zoals sportbijeenkomsten. Ondertussen blijft de prefecturale vlag onveranderd en wordt deze nog steeds gebruikt als de prefecturale vlag Tokio voor meer formele evenementen. De twee vlaggen worden gehesen voor het gebouw van de hoofdstedelijke overheid van Tokio.